# ミディアムグレー
ミディアムグレー（Medium gray）とは、ダークグレーや銀色、ネオンシルバーに近い色で無彩色の一種。ミディアム（Medium）は中位、中間などを意味する。

## 近似色
- ダークグレー
- 銀色
- ネオンシルバー